# Bryan Shelton
Bryan Shelton (Huntsville, Estados Unidos, 22 de diciembre de 1965) es un extenista profesional estadounidense. Su ranking más alto en la carrera ha sido el puesto 55, alcanzado el 23 de marzo de 1992. En 1994 llegó a cuarta ronda de Wimbledon.
Es el padre del tenista Ben Shelton.

## Torneos ATP

### Individuales (2)

#### Títulos
| Leyenda                |
| Grand Slam (0)         |
| Tennis Masters Cup (0) |
| ATP Masters Series (0) |
| ATP Tour (2)           |

| N.º | Fecha               | Torneo  | Superficie | Oponente en la final | Resultado     |
| --- | ------------------- | ------- | ---------- | -------------------- | ------------- |
| 1.  | 8 de julio de 1991  | Newport | Hierba     | Javier Frana         | 3-6, 6-4, 6-4 |
| 2.  | 12 de julio de 1992 | Newport | Hierba     | Alex Antonitsch      | 6-4, 6-4      |

#### Finalista (1)
| N.º | Fecha             | Torneo  | Superficie    | Oponente en la final | Resultado |
| --- | ----------------- | ------- | ------------- | -------------------- | --------- |
| 1.  | 2 de mayo de 1993 | Atlanta | Tierra batida | Jacco Eltingh        | 6-7 2-6   |